# Cantón de Toulouse-8
El cantón de Toulouse-8 es una división administrativa francesa, situada en el departamento de Alto Garona y la región de Mediodía-Pirineos.

## Composición
El cantón de Toulouse-8 incluye nueve comunas
- Balma
- Beaupuy
- Drémil-Lafage
- Flourens
- Mondouzil
- Mons
- Montrabé
- Pin-Balma
- Quint-Fonsegrives

y la parte de la ciudad formada por los barrios:
- Bonhoure
- Cité de l'Hers
- Côte Pavée
- Guilhemery
- Montplaisir
- Moscou